# Bernard Beryl Brodie
Bernard Beryl Brodie (7 d'agost de 1907 – 28 de febrer de 1989) va ser un científic anglès. Investigador destacat en teràpia farmacològica, és considerat per molts com el fundador de la farmacologia moderna i va portar el camp a la prominència als anys 40 i 50. Va ser una figura important en el camp del metabolisme dels fàrmacs, l'estudi de com interactuen les drogues en el cos i com s'absorbeixen. Membre de l'Acadèmia Nacional de Ciències dels Estats Units, Brodie va ser fundador i antic cap del Laboratori de Farmacologia Química de l' Institut Nacional del Cor dels Instituts Nacionals de Salut a Bethesda, Maryland.

## Primera anys i educació
Nascut a Liverpool l'any 1907, en una família jueva Brodie va fer el seu treball de pregrau a la Universitat McGill i va rebre un doctorat. en química a la Universitat de Nova York el 1935. Després de graduar-se a la NYU, hi va ser professor associat fins al 1950, quan es va incorporar als National Institutes of Health. Va dirigir el laboratori de farmacologia allà fins a la seva jubilació el 1970, però va romandre actiu com a consultor sènior amb els laboratoris Hoffmann-LaRoche a Nutley, Nova Jersey i com a professor de farmacologia a la Universitat Estatal de Pennsylvania.

## Recerca
El seu descobriment més significatiu va ser que les respostes animals i humanes a les drogues no difereixen significativament. Això va ser pioner en el concepte que els nivells de fàrmacs en sang han de guiar les dosis terapèutiques i va establir les bases per a la quimioteràpia de la malària.
Juntament amb Julius Axelrod, va descobrir que l'acetanilida i la fenacetina es metabolitzen en paracetamol. A diferència dels seus precursors, el paracetamol no causa metahemoglobinèmia en humans.
Brodie també va investigar sobre fàrmacs anestèsics i hipnòtics i va descobrir que la procainamida era eficaç per tractar pacients amb greus irregularitats en el ritme cardíac. També va ser pioner en una teràpia farmacològica per a la gota.
Brodie va ser el primer científic que va determinar com les neurohormones, la serotonina i la norepinefrina, afecten el funcionament del cervell, la qual cosa condueix a una comprensió de com els fàrmacs antipsicòtics es podrien utilitzar eficaçment en el tractament de trastorns mentals i emocionals. També va proposar una nova línia d'atac a l'esquizofrènia, que condueix a estudis sobre com es transmeten els impulsos nerviosos al cervell per vies particulars de les cèl·lules nervioses.
La seva carrera científica va ser la base d'una biografia popular recent, Apprentice to Genius de Robert Kanigel, que descriu com un grup de científics, encapçalat per Brodie, va aconseguir avenços premiats en la ciència biomèdica durant un període de 40 anys.

## Premis
El 1967, Brodie va rebre el premi Albert Lasker per a la investigació mèdica bàsica pels seus més de 30 anys de contribucions extraordinàries a la farmacologia bioquímica. El seu treball va tenir una profunda influència en l'ús de drogues en el tractament de malalties cardiovasculars, trastorns mentals i emocionals i càncer.
Brodie va ser elegit membre de l'Acadèmia Nacional de Ciències el 1966 i va ser membre honorari de nombroses acadèmies científiques tant als Estats Units com a l'estranger. A més del premi Lasker, va rebre el premi al servei distingit del Departament de Salut, Educació i Benestar el 1958, el premi Tollman en farmacologia el 1963, la medalla nacional de la ciència el 1968 i el premi Golden Plate de l'American Academy of Achievement el 1970.
Va ser autor o coautor de més de 350 manuscrits científics.
El departament de neurociències de la Universitat de Càller va ser nomenat en el seu honor per un antic estudiant, Gian Luigi Gessa.
Brodie va morir el 1989 a Charlottesville, Virgínia a l'edat de 81 anys.

## Família
Bernard Brodie era germà de l'investigador de poliomielitis Maurice Brodie.